# Gerhard Mitter
Gerhard Karl Mitter, né le 30 août 1935 à Schönlinde, Tchécoslovaquie (aujourd'hui Krásná Lípa, en République tchèque) et mort le 1er août 1969 au circuit du Nürburgring, est un pilote automobile allemand. Il s'est notamment illustré en Endurance au volant de voitures de sport et en Formule 1 où il a pris le départ de cinq courses du championnat du monde entre 1963 et 1969.
Gerhard Mitter est mort à la suite d'un accident en Formule 2 lors du Grand Prix d'Allemagne en 1969 à cause d'un problème mécanique sur sa monoplace.

## Biographie

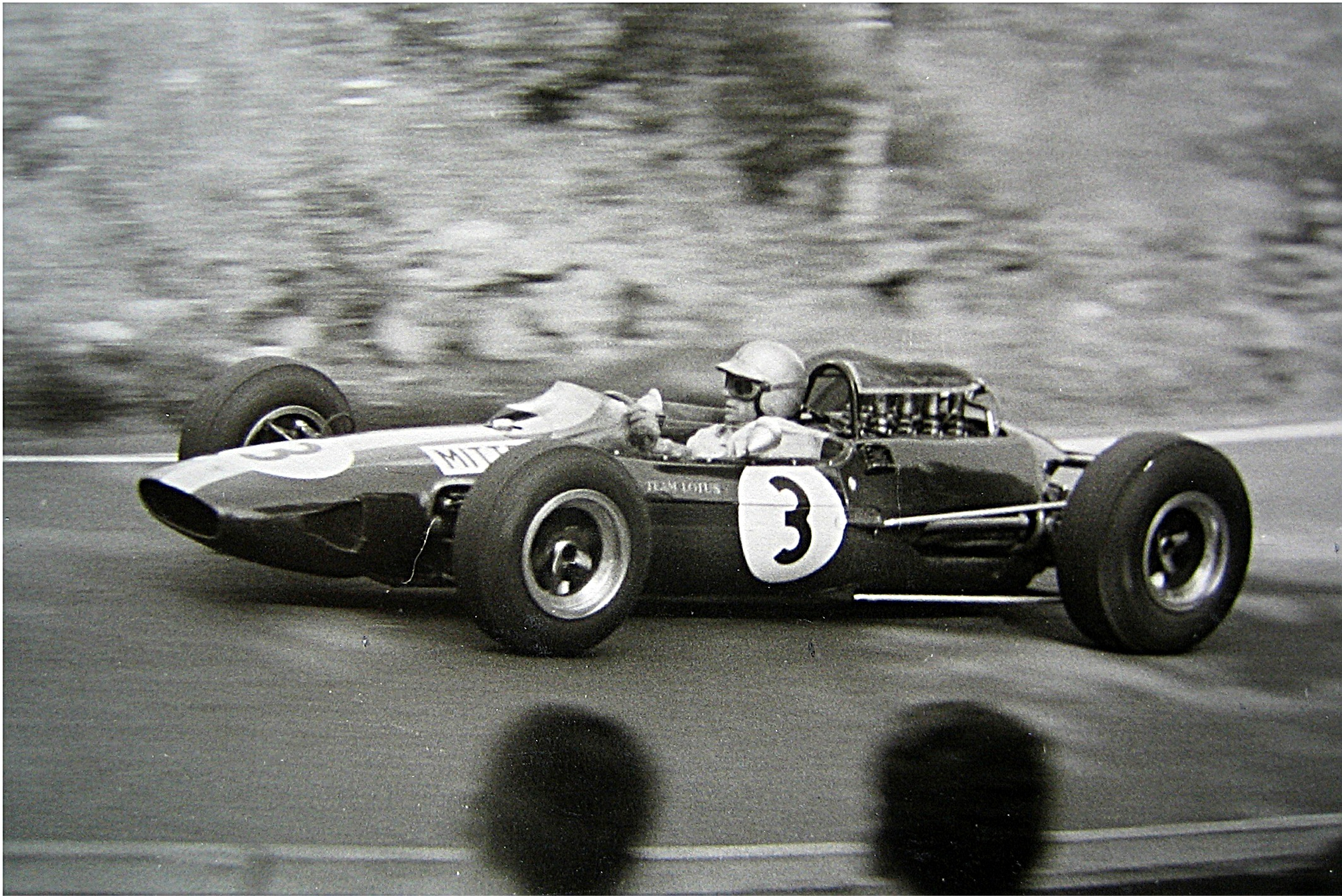
Gerhard Mitter sur Lotus en 1965 au Nürburgring

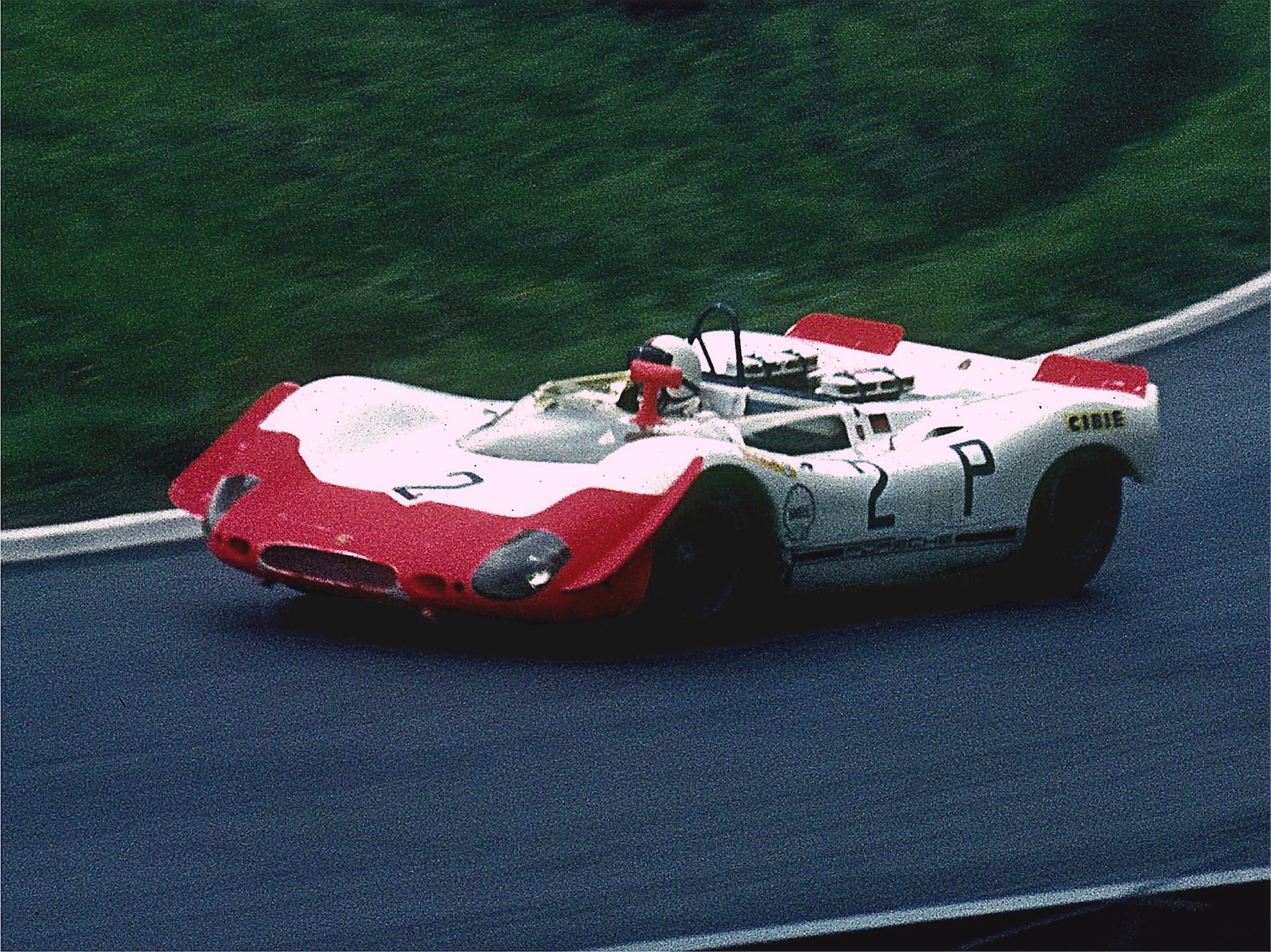
Gerhard Mitter sur Porsche 908 en 1969 au Nürburgring

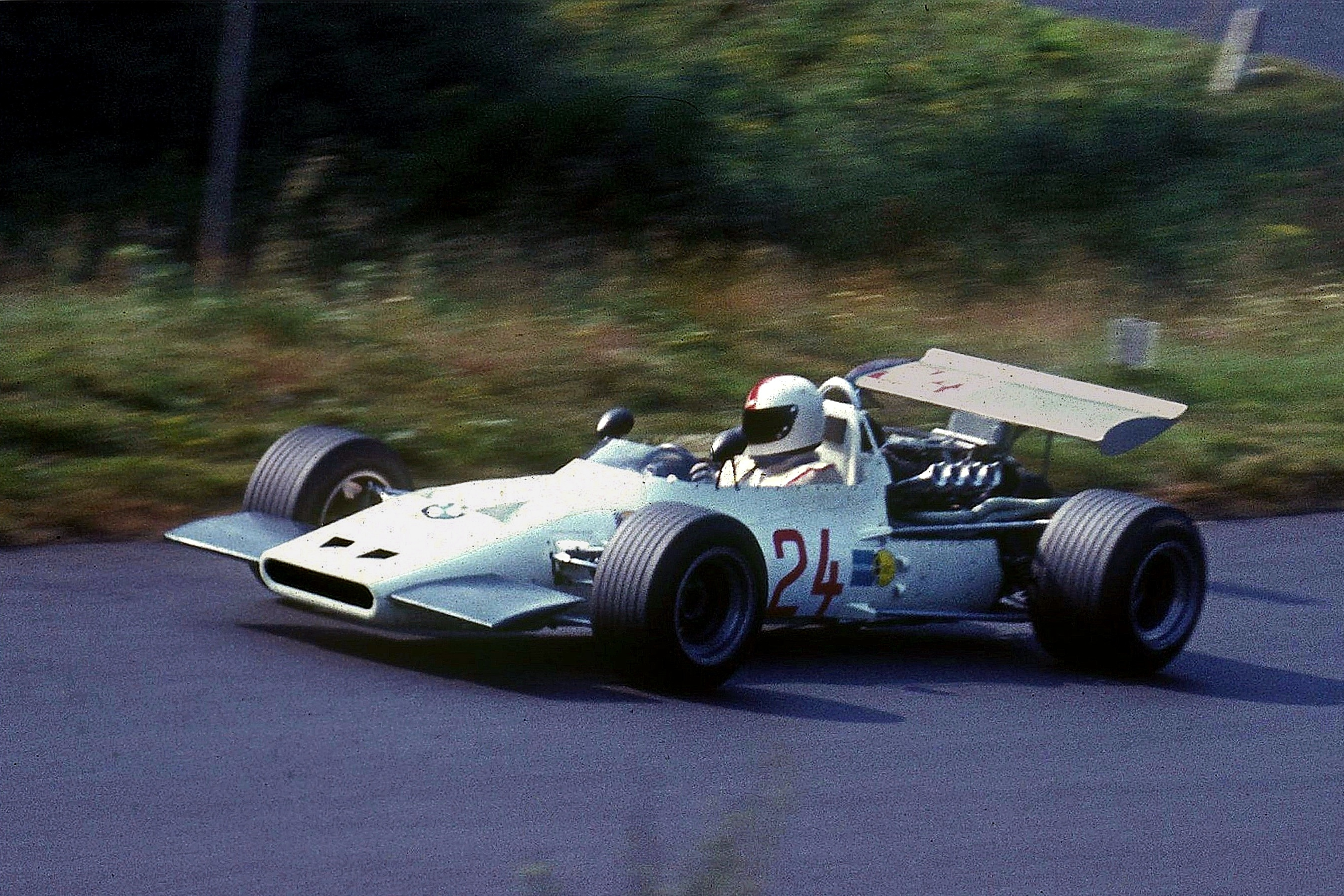
Gerhard Mitter sur BMW en 1969 au Nürburgring

Né en 1935 en Tchécoslovaquie, Gerhard Mitter est expulsé après la Seconde Guerre mondiale vers Leonberg près de Stuttgart.
Après des débuts en compétition motocyclistes, Mitter passe à la Formule Junior, devenant le meilleur représentant allemand de la discipline avec quarante victoires (vainqueur du Deutsche Formel Junior Meisterschaft en 1960, sur sa Mitter Lotus-DKW). Il a notamment ensuite remporté l'Eiffelrennen sur le Nürburgring en 1963.
En Formule 1, il a pris le départ de trois Grands Prix disputé hors-championnat du monde, sur le circuit de Solitude et s'est classé sixième du II Grosser Preis der Solitude en 1962 sur Lotus 21, cinquième du III Grosser Preis der Solitude en 1963 sur Porsche 718 et a abandonné lors de l'édition suivante en 1964 sur Lotus 25.
Il a également pris le départ de quatre Grands Prix du championnat du monde de Formule 1, débutant au sein de l'Écurie Maarsbergen de Carel Godin de Beaufort sur Porsche 718 au Grand Prix automobile des Pays-Bas 1963 où il abandonne sur casse d'embrayage. Plus tard dans la saison, pour son Grand Prix national, il se classe quatrième et inscrit ses premiers et derniers points dans la discipline au volant d'une monoplace vieille de trois ans. Impressionné par ces résultats sur le Nürburgring, l'écurie Team Lotus le titularise pour disputer les Grand Prix d'Allemagne 1964 et Grand Prix d'Allemagne 1965 sur une Lotus 25 mais il ne se classe que neuvième pour son premier contrat puis abandonne lors de la seconde tentative.
Son palmarès est plus étoffé en course de côte où il obtient de nombreuses victoires pour Porsche entre 1966 et 1968, et il obtient ainsi les trois éditions consécutives du championnat d'Europe de la montagne en catégorie voitures de sport, sur Porsche 910 (Coupé puis Bergspyder, terminant également vice-champion en 1965), en gagnant trois fois à la côte du Schauinsland et dans le cadre conjoint du WSC cette fois en 1965 à Rossfeld, et en 1967 à Ollon-Villars. Il s'impose aussi trois fois à Gaisberg, avec deux victoires à dix années d'écart.
En 1966, il est victime d'un accident pendant les essais de la course de Spa-Francorchamps, ce qui ne l'empêche pas de remporter deux autres succès en championnat du monde des voitures de sport, sur l'Hockenheimring seul, puis à Zeltweg sur 500 kilomètres avec Hans Herrmann, ainsi que le GP GT d'Aspern sur Porsche 904. En 1967, il se classe troisième des 12 Heures de Sebring et des 1 000 kilomètres de Monza, mais il remporte une troisième course en mondial Sport, les 500 kilomètres de Mugello avec Udo Schütz. En 1968, il termine second du BOAC 500 et des 6 Heures de Spa-Francorchamps. Il remporte également les 24 Heures de Daytona en 1968 sur une Porsche 907, et la Targa Florio en 1969 sur une Porsche 908.
Le 1er août 1969, Gerhard Mitter est victime d'un accident mortel pendant les essais du Grand Prix d'Allemagne, après avoir perdu une roue.

## Résultats en championnat du monde de Formule 1

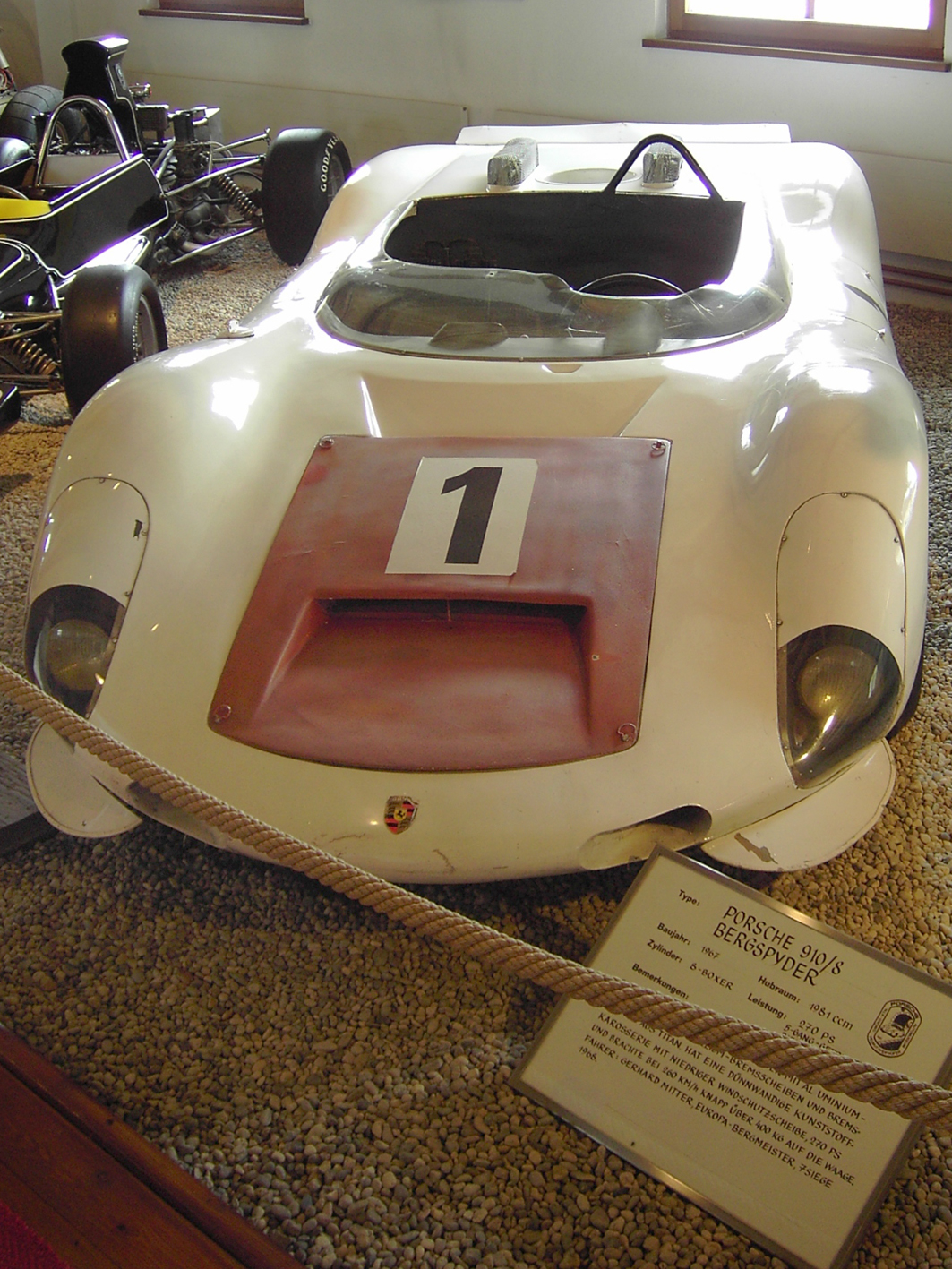
La Porsche 910 Bergspyder de Gerhard Mitter, triple championne d'Europe de la montagne (dont 7 victoires en 1966 - Porsche Museum).

| Saisons | Écuries            | Châssis     | Moteurs                    | Pneus  | GP disputés        | Points inscrits | Classements en championnat du monde |
| ------- | ------------------ | ----------- | -------------------------- | ------ | ------------------ | --------------- | ----------------------------------- |
| 1963    | Écurie Maarsbergen | Porsche 718 | Porsche 4 cylindres à plat | Dunlop | Pays-Bas Allemagne | 3               | 12e                                 |
| 1964    | Team Lotus         | Lotus 25    | Climax V8                  | Dunlop | Allemagne          | 0               | non classé                          |
| 1965    | Team Lotus         | Lotus 25    | Climax V8                  | Dunlop | Allemagne          | 0               | non classé                          |